# 甲斐インターチェンジ
甲斐インターチェンジ（かいインターチェンジ）は、山梨県甲斐市に建設中の中央自動車道と新山梨環状道路北部区間をつなぐインターチェンジ。
新山梨環状道路の北部区間は国道20号のバイパス（無料）として建設される予定。詳しくは新山梨環状道路を参照。

## 道路
- E20 中央自動車道
- 新山梨環状道路

## 隣
E20 中央自動車道
(15-2) 双葉JCT - 甲斐IC - (16) 韮崎IC